# صني تانغ
صني تانغ ممارس فن الوينغ تشون والووشو. كان بطل في 2004 للاساتذة التقليديين ومؤسس الووشو كاندا، فضلا عن سلسلة مراكز صني تانغ للفنون القتالية في كندا. وهو حاصل على ميدالية اليوبيل الماسية للملكة إليزابيث الثانية.

## حياته السابقة
ولد صني تانغ في هونغ كونغ، الصين في 3 سبتمبر 1946.  في عام 1960 بدأ تانغ التدرب عند المعلم ييب مان والمعلم موي يات في مدينته. وهو ممارس ومعلم للوينغ تشون والووشو.

## تانغ والفنون القتالية
هاجر تانغ إلى إنجلترا في عام 1971 لفتح مدرسة وينغ تشون في ووستر،  ثم انتقل إلى تورونتو في عام 1973 حيث كان أحد الممارسين الأوائل للوينج تشون في البلاد وافتتح مراكز صني تانغ للفنون القتالية  بلغ عددها عشرة مراكز في جميع أنحاء كندا.  في عام 1993 أسس تانغ مركز ووشو كندا.  كان تانغ أيضا قائد فريق كندا لبطولات عموم أمريكا في عامي 1996 و 1998، وكذلك بطولة الووشو العالمية في 1995 و 2003.
في عام 2004، فاز صني تانغ بالميدالية الذهبية في مسابقة المعلمين التقليدية العالمية في الصين.  في عام 2009 كان بعد ذلك المنظم للبطولة العالمية العاشرة للووشو الدولي في تورونتو. تانغ هو عضو مجلس إدارة المجلس التنفيذي الدولي لاتحاد الووشو الدولي، رئيس ووشو كندا ورئيس الاتحاد الدولي موي يات وينغ تشون. 

## كتبه
- Pah Chum Do of Wing Chun Ku)Fu(1986
- Pah Chun Do of Wing Chun (1986)
- Wing Chun for Young Ladies (1986)
- Advanced Wing Chun Kung Fu (1991)
- Wing Chun Chi Sau/Bui Chee (1993)

## مقابلة مع تانغ
في عام 1989، تم تضمين مقابلة بالفيديو مع تانغ حول الثقافة الصينية الكندية في مجموعة المتحف الكندي للتاريخ. ثم حصل على جائزة الإنجاز لليوم الكندي في عام 1990 وأدى العرض قبل الملكة إليزابيث الثانية في عام 1992 بمناسبة الذكرى السنوية الـ 125 لكندا.  حصل تانغ على ميدالية اليوبيل الماسية للملكة إليزابيث الثانية في عام 2012، وفي عام 2016 تم إدخاله في قاعة مشاهير فنون الدفاع عن النفس الكندية.  ظهر تانغ أيضًا على غلاف Wing Chun Illustrated . 